# HMS Oswald (N58)
Pour les articles homonymes, voir Oswald.
Le HMS Oswald (Pennant number : N58) est un sous-marin de classe Odin de la Royal Navy.

## Conception
Lors de la conférence de désarmement de Washington, en 1921-1922, la délégation britannique aurait désiré que le traité qui en fut la conclusion interdise l’arme sous-marine. Mais c’était une vaine requête, alors que les U-Boote allemands venaient de faire preuve de leur redoutable efficacité durant la Première Guerre mondiale. Ayant échoué à faire interdire les sous-marins, les Britanniques recommencèrent à en construire à partir de 1923. Le modèle choisi fut le L52 de 1917, de classe L. Le type O, qui en dérivait, était plus long et plus large. Comme lui, il avait six tubes lance-torpilles d’étrave de 21 pouces (533 millimètres) et deux tubes de chasse à l’arrière, avec une torpille de rechargement pour chaque tube. Il ne donnait que 15.5 nœuds (28 km/h) en surface, deux nœuds de moins que son prédécesseur, mais ceci était compensé par un rayon d'action très supérieur. Le succès du prototype, le HMS Oberon, amena la construction à partir de 1926 de six sous-marins de la classe Odin destinés à l’Extrême-Orient. Malheureusement, pour des raisons d’économie, une erreur de conception fut commise : certains des réservoirs à mazout furent placés dans la partie supérieure des ballasts et, étant donné l’impossibilité de rendre une coque rivetée tout à fait étanche, il y avait à la surface de la mer une traînée indiscrète de gas-oil qui révélait la présence du sous-marin. Cela contribua à la perte de quatre d’entre eux en Méditerranée en 1940-1942.

## Engagements
Le HMS Oswald est construit dans les années 1920 par Vickers-Armstrongs à Barrow-in-Furness. Sa quille est posée le 30 mai 1927, il est lancé le 19 juin 1928 et mis en service le 1er mai 1929.
Il quitte Alexandrie, en Égypte, pour une patrouille à l’est de la Sicile le 19 juillet 1940. Le 30 juillet, il aperçoit un convoi de plusieurs navires marchands. Son attaque sur le convoi ne réussit pas : il est repéré par les destroyers d’escorte. Deux jours plus tard, le 1er août, le HMS Oswald est percuté et coulé par le destroyer italien Ugolino Vivaldi alors qu’il patrouille au sud de la Calabre. 52 hommes d’équipage sont secourus par des navires de guerre italiens, mais 3 sont perdus,.